# San Isidro (Tlanalapa)
San Isidro es una localidad de México localizada en el municipio de Tlanalapa en el estado de Hidalgo.

## Geografía
Se encuentra en la región geográfica de los llanos de Apan (Altiplanicie pulquera). Le corresponden las coordenadas geográficas 19° 47’ 19.226” de latitud norte y 98° 35’ 29.154” de longitud oeste, con una altitud de 2468 m s. n. m. Cuenta con un clima semiseco templado
.
En cuanto a fisiografía se encuentra en la provincia de la Eje Neovolcánico, dentro de la subprovincia de Lagos y Volcanes de Anáhuac; su terreno es de llanura. En lo que respecta a la hidrografía se encuentra posicionado en la región del Pánuco, dentro de la cuenca del río Moctezuma, y en la subcuenca del río Tezontepec.

## Demografía
En 2020 registró una población de 1277 personas, lo que corresponde al 11.49 % de la población municipal. De los cuales 621 son hombres y 656 son mujeres.
| Gráfica de evolución demográfica de San Isidro entre 1990 y 2020                             |
|                                                                                              |
| Población de los censos y conteos del Instituto Nacional de Estadística y Geografía (INEGI). |